# Mac Key
Mac Karl Emil Key, född 10 oktober 1909 i Linköping, död 2 november 2003 i Skövde församling, var en svensk ingenjör och hembygdsforskare.
Efter studentexamen vid Lundsbergs skola 1928 avlade Key officersexamen vid Krigsskolan 1931 och diplomingenjörsexamen vid tekniska högskolan i Zürich 1936. Han blev fänrik vid Norrlands artilleriregemente (A4) 1931, laboratorieingenjör vid AB Pentaverken 1937, chef för motorlaboratoriet vid Svenska Flygmotor AB 1942, kontrollchef vid Volvo-Skövdeverken från 1946 och överingenjör där från 1962. Han var ledamot av en statlig utredning om flygmotorteknisk forskning 1943–1944.
Som hembygdsforskare i Västergötland ingick Key i det som fått namnet Västgötaskolan och hävdade bland annat i strid med etablerad kunskap att flera av de i Mälarområdet belägna orter som nämns i källorna, exempelvis Uppsala och Sigtuna, i själva verket låg i Västergötland. Key fick motta åtskillig kritik, även inom Västgötaskolan.
Mac Key är begravd på S:ta Birgittas kyrkogård i Skövde.

## Myten om Ubsola
År 1970 gav Mac Key ut boken En annorlunda historia. Efter tredje upplagan utökade han materialet och gav ut det 1977 under titeln Myten om Ubsola. Denna bok beskriver Mac Keys sökande efter svearikets rötter, men också den oenighet som därvid utvecklade sig mellan honom och flera etablerade forskare. Mac Key skriver i förordet att han är amatör, inte gör anspråk på att skildra sanningen och att han kan ha fel i många stycken, men senare i boken uttrycker han sig ofta med betydligt större självsäkerhet. Det är uppenbart att han väntade sig ett mer sakligt bemötande från expertisen än han fick.
I boken följer Mac Key gamla stenåldersklaners flyttvägar i Västergötland under flera tusen år genom att spåra följder av ortnamn som antas bära klanernas namn. De strålar så småningom samman i ett Uppsala mellan Billingen och Kinnekulle som antas bli ett västgötskt maktcentrum där svea- och götaklaner förenas. Ortnamn används även för att hitta vårdkaseplatser varpå vårdkaselinjers sträckningar avgörs ur geografiska förhållanden. Vid centralplatsen finns en kulle som bär vissa spår av att vara den av Adam av Bremen skildrade kultplatsen Ubsola. En hällristning i Tanums socken föreföll – i Mac Keys ögon – att avbilda denna kultplats och beskriva resan dit. Hällristningen var dock 2 000 år äldre än Adams Ubsola.
Senare i boken beskriver Mac Key sina många fynd av forntida järnframställningsplatser i "Ubsola-trakten" som är mycket rik på järnhaltig rödjord. Han har hittat rester av primitiva gropmileugnar, slaggvarpar, fällustenar för hopbankning av de producerade järnklumparna samt kolmilor för den träkol som behövdes vid processen. Han har byggt en egen gropmileugn och bevisat att man i den kunde framställa järn ur rödjorden. Upptäckterna har blivit erkända och man anser nu att järnframställning ur rödjord kan vara väl så gammal som nyttjandet av myrmalm. Mac Key menade att järnproduktionen haft stor betydelse för områdets maktställning och kan vara den ekonomiska förklaringen till att man påträffat så många guldföremål i Västergötland.

## Kritik
Vissa av Mac Keys teorier har grundligt överbevisats genom arkeologiska undersökningar i Sigtuna, Birka och Gamla Uppsala. Även en undersökning av hans påstådda "Sigtuna" – Sätuna i Västergötland – raserade hans föreställningar. Key förklarade dock att utgrävningsresultaten från Olof Skötkonungs myntverkstad i det verkliga Sigtuna vid Mälaren var förfalskningar. De mynt och myntavslag som påträffades hade enligt Key lagts dit av någon som ville honom illa. 
Den vetenskapliga expertisen ansåg, och anser fortfarande, att Mac Keys teorier, i och med att han vägrade acceptera vetenskapliga metoder och resultat, hans milt sagt extrema slutsatser och det faktum att han utgick från bland annat parapsykologiska iakttagelser, knappast kunde accepteras som något annat än pseudovetenskap. Det kan förklara att hans skrifter inte bemöttes överhuvudtaget.